# Vernonia hispidula
Vernonia hispidula là một loài thực vật có hoa trong họ Cúc. Loài này được Drake miêu tả khoa học đầu tiên.